# Amor de Dios
El amor de Dios es un concepto central en las concepciones monoteístas de Dios. En la teología, este amor es el atributo divino según el cual Dios desea dirigirse o comunicarse bondadosamente con su creación. En las palabras del teólogo calvinista Louis Berkhof, este amor es "la perfección de Dios por la cual Él es movido eternamente a Su propia comunicación". En virtud de la santidad divina, Dios "ama a Sus criaturas racionales por amor a Sí mismo, o, para expresarlo de otra forma, en ellos Él se ama a Sí mismo, Sus virtudes, Su obra y Sus dones".
La biblia relata que Dios es amor (1 Juan Capítulo 4). Esta es una de las razones por las que muchos no entienden el verdadero significado de amar, porque no conocen a Dios. El amor de Dios es más que sentimientos, es entrega, sacrificio, dedicación, perdón, corrección, etc. El amor requiere sacrificio y entrega, por eso Dios entregó a su hijo por la humanidad.